# 姆拉達-博萊斯拉夫縣

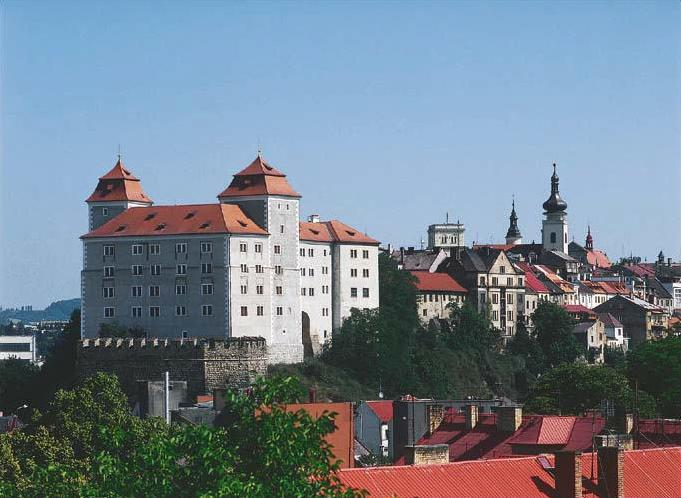

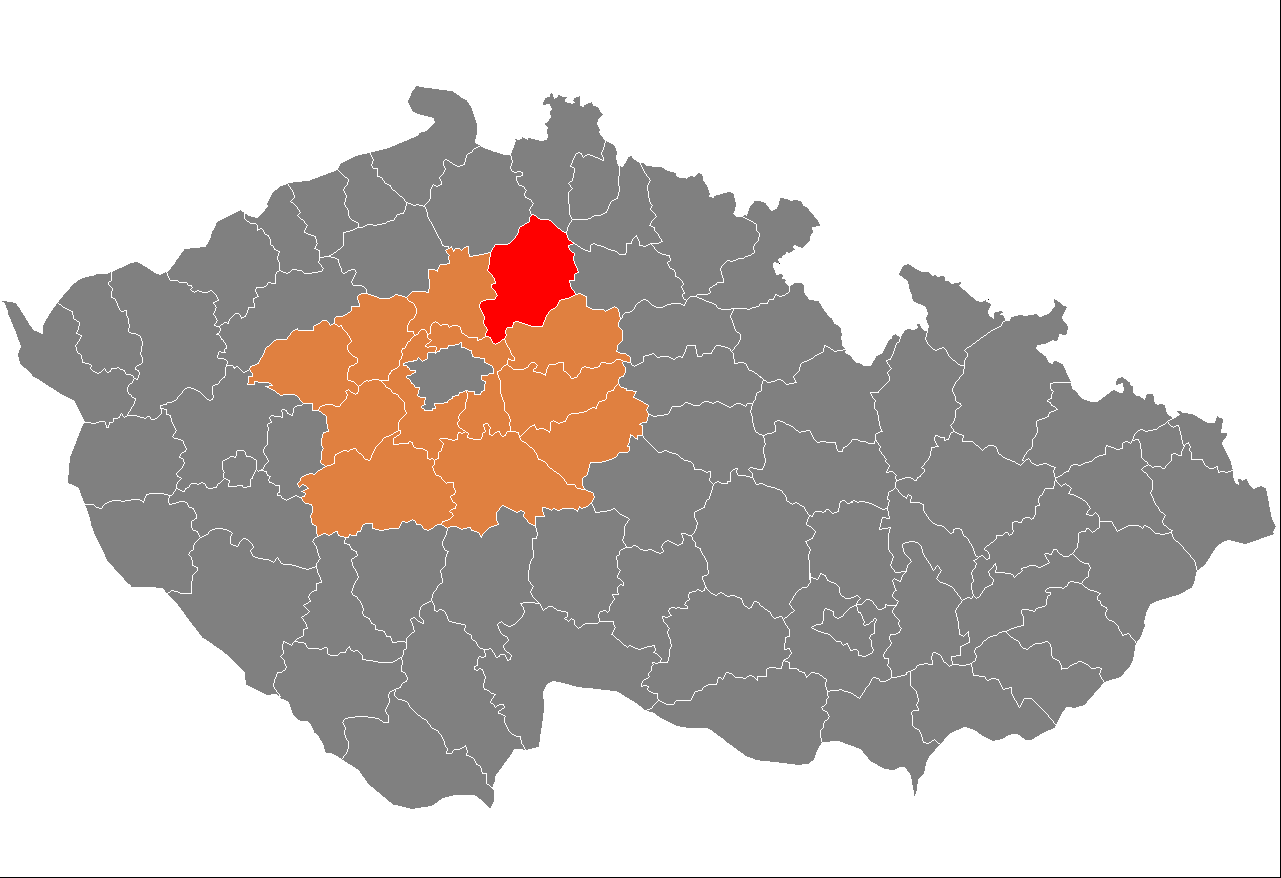

50°24′39″N 14°54′10″E / 50.41083°N 14.90278°E
姆拉達-博萊斯拉夫縣（捷克語：Okres Mladá Boleslav），是捷克的縣份，位於該國中部，由中波希米亞州負責管轄，首府設於姆拉達-博萊斯拉夫，面積1,023平方公里，2007年人口115,379，人口密度每平方公里395人。